# Pretérito
O pretérito ou pretérito perfeito (abreviado pret) é um tempo gramatical ou modo verbal que serve para denotar eventos que ocorreram ou foram concluídos no passado. Em alguns idiomas, como espanhol, francês e inglês, é equivalente ao pretérito simples. Em geral, ele combina o aspecto perfectivo (evento visto na totalidade, não deve ser confundido com o perfeito de nome semelhante) com o pretérito e, portanto, também pode ser chamado de passado perfeito. Em gramáticas de idiomas específicos, o pretérito é às vezes chamado de passado histórico ou (particularmente na tradição gramatical grega) de aoristo. Quando o termo "pretérito" é usado em relação a idiomas específicos, ele pode não corresponder exatamente a essa definição. Em inglês, ele pode ser usado para se referir à forma simples do verbo no passado, que às vezes (mas nem sempre) expressa o aspecto perfectivo. O caso do alemão é semelhante: o Präteritum é o pretérito simples (não composto), que nem sempre implica o aspecto perfectivo e, de qualquer forma, é frequentemente substituído pelo Perfekt (passado composto), mesmo em significados perfectivos do passado.
O pretérito pode ser indicado pela abreviação pret. A palavra deriva do latim praeteritum (o particípio perfectivo de praetereo), que significa "passou" ou "passado".

## Idiomas românicos

### Latim
Em latim, o tempo perfeito funciona mais comumente como o pretérito e se refere a uma ação concluída no passado. Se a ação passada não foi concluída, usa-se o imperfeito. O perfeito em latim também funciona em outras circunstâncias como um presente perfeito.
Conjugação comum:
|             | dūcō, dūcere, dūxī, ductus |
| ----------- | -------------------------- |
| ego         | -ī (dūxī)                  |
| tū          | -istī (dūxistī)            |
| is, ea, id  | -it (dūxit)                |
| nōs         | -imus (dūximus)            |
| vōs         | -istis (dūxistis)          |
| eī, eae, ea | -ērunt (dūxērunt)          |

Dūxī pode ser traduzido como (pretérito) "eu conduzi".
O pronome é frequentemente omitido e geralmente usado para dar ênfase.

### Francês
Em francês, o pretérito é conhecido como le passé simple (o passado simples). É um tempo passado que indica uma ação realizada uma vez no passado que foi concluída em algum momento no passado. É o oposto do imperfeito (l'imparfait), usado para expressar ações passadas repetidas, contínuas ou habituais (geralmente correspondendo ao passado contínuo estava/estavam <verbo>ando/indo/endo do português). Na língua falada, o tempo verbal composto, conhecido como le passé composé, ("o passado composto") começou a competir com ele a partir do século XII e, desde então, o substituiu quase totalmente. O passado simples francês é usado principalmente de forma narrativa para contar histórias e descrever ações sucessivas. Os romancistas o utilizam com frequência: ele traz mais suspense, pois a frase pode ser curta sem a necessidade de qualquer referência temporal. Na linguagem oral, o passado simples é raramente usado, exceto ao contar uma história; portanto, seria atípico ouvi-lo em uma conversa padrão.
Conjugação comum:
| | verbos -er (aimer) | verbos -ir (finir) | verbos -re (rendre) | verbos -oir(e)1 (vouloir) (croire) | Irregular (tenir)2 |
| --- | ------------------ | ------------------ | ------------------- | ---------------------------------- | ------------------ |
| je | -ai (aimai)        | -is (finis)        | -is (rendis)        | -us (crus)                         | tins               |
| tu | -as (aimas)        | -is (finis)        | -is (rendis)        | -us (crus)                         | tins               |
| il/elle/on | -a (aima)          | -it (finit)        | -it (rendit)        | -ut (crut)                         | tint               |
| nous | -âmes (aimâmes)    | -îmes (finîmes)    | -îmes (rendîmes)    | -ûmes (crûmes)                     | tînmes             |
| vous | -âtes (aimâtes)    | -îtes (finîtes)    | -îtes (rendîtes)    | -ûtes (crûtes)                     | tîntes             |
| ils/elles | -èrent (aimèrent)  | -irent (finirent)  | -irent (rendirent)  | -urent (crurent)                   | tinrent            |
| 1. também être (je fus…) e avoir (j'eus) 2. inclui tenir, venir (je vins, tu vins, ...), e todas as suas derivações |                    |                    |                     |                                    |                    |

### Romeno

Uso na Romênia do período entre guerras:
Área de uso
Área de uso parcial
Área de uso pouco frequente
Não utilizado
Região histórica de Oltenia em destaque

Em romeno, o pretérito é conhecido como perfectul simplu (literalmente, o passado simples ou perfeito simples). O pretérito indica uma ação realizada no passado, no entanto, esse tempo verbal não é frequente no idioma oficial e não é frequente na fala padrão (não é usado na República da Moldávia e nem nas regiões romenas da Transilvânia, Muntênia e Moldávia). A tendência geral é usar o passado composto (perfectul compus) para expressar uma ação passada percebida como concluída no momento da fala.
O passado simples ainda é usado ativamente no vocabulário atual na parte sudoeste da Romênia, especialmente em Oltenia, mas também em Banato, Crișana e Maramureș, principalmente nas áreas rurais. O uso do pretérito é muito frequente no discurso narrativo escrito, sendo que o passado simples dos verbos de fala geralmente ocorre após uma linha de diálogo na narração:
- Aici avem o crimă!, zise polițistul. Isso é um assassinato! Disse o policial.

Quando usado na fala cotidiana em romeno padrão, o pretérito é usado com o valor de passado recente, uma ação concluída recentemente:
- Tocmai îl auzii pe George la radio. Acabei de ouvir George no rádio.

A segunda pessoa é frequentemente usada em perguntas sobre a conclusão de uma ação em andamento que supostamente já terminou, dando à pergunta um tom mais informal:
- Gata, citirăți? Você já terminou, já leu (os textos)?

As formas do perfeito simples são formadas por um radical átono do infinitivo, um sufixo acentuado diferente em cada grupo de verbos e as terminações -i, -și, -∅, -răm, -răți, -ră, que são as mesmas para todos os verbos:
|                   | verbo -a (a intra) | verbo -ea (a tăcea) | verbo -e (a cere) | verbo -e (a merge)  | verbo -i (a dormi) | verbo -î (a coborî) |
|                   | sufixo a           | sufixo u            | sufixo u          | sufixo se           | sufixo i           | sufixo â/î          |
| ----------------- | ------------------ | ------------------- | ----------------- | ------------------- | ------------------ | ------------------- |
| eu                | -ai (intrai)       | -ui (tăcui)         | -ui (cerui)       | -sei (mersei)       | -ii (dormii)       | -âi (coborâi)       |
| tu                | -ași (intrași)     | -uși (tăcuși)       | -uși (ceruși)     | -seși (merseși)     | -iși (dormiși)     | -âși (coborâși)     |
| el/ea             | -ă (intră)         | -u (tăcu)           | -u (ceru)         | -se (merse)         | -i (dormi)         | -î (coborî)         |
| noi               | -arăm (intrarăm)   | -urăm (tăcurăm)     | -urăm (cerurăm)   | -serăm (merserăm)   | -irăm (dormirăm)   | -ârăm (coborârăm)   |
| voi/dumneavoastră | -arăți (intrarăți) | -urăți (tăcurăți)   | -urăți (cerurăți) | -serăți (merserăți) | -irăți (dormirăți) | -ârăți (coborârăți) |
| ei/ele            | -ară (intrară)     | -ură (tăcură)       | -ură (cerură)     | -seră (merseră)     | -iră (dormiră)     | -âră (coborâră)     |

### Italiano
Em italiano, o pretérito é chamado de passato remoto (literalmente "passado remoto"). É um tempo passado que indica uma ação realizada uma vez e concluída em um passado distante (mangiai, "eu comi"). Isso se opõe ao tempo imperfetto, que se refere a uma ação passada repetida, contínua ou habitual (mangiavo, "eu estava comendo" ou "eu costumava comer") e ao passato prossimo (literalmente "passado próximo"), que se refere a uma ação concluída recentemente (ho mangiato, "eu comi").
No uso coloquial, o uso do passato remoto se torna mais predominante do norte para o sul da Itália. Enquanto os italianos do norte e os sardos usam o passato prossimo em qualquer situação perfectiva, os italianos do sul usarão o passato remoto mesmo para eventos recentes.
Conjugação comum:
|      | verbos -are (parlare) | [Regular] verbos -ere (credere)*          | [Irregular] verbos -ere (prendere)* | verbos -ire (finire) | essere |
| ---- | --------------------- | ----------------------------------------- | ----------------------------------- | -------------------- | ------ |
| io   | -ai (parlai)          | -ei (credei) / -etti (credetti)           | -i (presi)                          | -ii (finii)          | fui    |
| tu   | -asti (parlasti)      | -esti (credesti)                          | -esti (prendesti)                   | -isti (finisti)      | fosti  |
| lui  | -ò (parlò)            | -é (credé) / -ette (credette)             | -e (prese)                          | -ì (finì)            | fu     |
| noi  | -ammo (parlammo)      | -emmo (credemmo)                          | -emmo (prendemmo)                   | -immo (finimmo)      | fummo  |
| voi  | -aste (parlaste)      | -este (credeste)                          | -este (prendeste)                   | -iste (finiste)      | foste  |
| loro | -arono (parlarono)    | -erono (crederono) / -ettero (credettero) | -ero (presero)                      | -irono (finirono)    | furono |

*Muitos verbos -ere em italiano têm alternâncias de radical na 1ª pessoa do singular, na 3ª pessoa do singular e na 3ª pessoa do plural. Alguns verbos (com d/t em seu radical, incluindo credere) também têm terminações -etti (1ª pessoa do singular), -ette (3ª pessoa do singular) e -ettero (3ª pessoa do plural).
Em alguns casos notáveis, todas as três opções existem para um único verbo, embora o uso de cada uma dessas formas possa variar. Para perdere, por exemplo, a primeira pessoa do singular pode ocorrer como persi (forma irregular e mais correta), perdei ou perdetti (compare com o particípio passado que pode ser perso [irregular, mais correto] ou perduto [regular]).

### Português
O pretérito perfeito em português tem a mesma forma do pretérito em espanhol, mas o significado é parecido com o "passado composto" do francês e do italiano. Como em outras línguas românicas, ele se opõe ao pretérito imperfeito. Observe que existe um pretérito perfeito composto (presente perfeito), mas seu significado não é o de um perfeito, em vez disso, ele mostra um aspecto iterativo. Por exemplo, tenho corrido não significa "eu corri", mas sim "eu estive correndo".
Conjugação comum:
|      | verbos -ar (amar) | verbos -er (correr) | verbos -ir (partir) | maioria dos verbos irregulares | ser/ir |
| ---- | ----------------- | ------------------- | ------------------- | ------------------------------ | ------ |
| eu   | -ei (amei)        | -i (corri)          | -i (parti)          | -e (soube)                     | fui    |
| tu   | -aste (amaste)    | -este (correste)    | -iste (partiste)    | -este (soubeste)               | foste  |
| ele  | -ou (amou)        | -eu (correu)        | -iu (partiu)        | -e (soube)                     | foi    |
| nós  | -ámos (amámos)1   | -emos (corremos)    | -imos (partimos)    | -emos (soubemos)               | fomos  |
| vós  | -astes (amastes)  | -estes (correstes)  | -istes (partistes)  | -estes (soubestes)             | fostes |
| eles | -aram (amaram)    | -eram (correram)    | -iram (partiram)    | -eram (souberam)               | foram  |

1 Sem o acento agudo do português brasileiro.

### Espanhol
Em espanhol, o pretérito (pretérito perfecto simple, ou pretérito indefinido) é um tempo verbal que indica que uma ação realizada uma vez no passado foi concluída em um momento específico no passado. A terminologia tradicional espanhola chama todos os tempos verbais do passado de pretéritos, independentemente de expressarem ações ou eventos concluídos, ou incompletos. Normalmente, é indicado um horário de início ou término definido para a ação. Isso se opõe ao imperfeito, que se refere a qualquer ação passada repetida, contínua ou habitual. Assim, "eu corri cinco milhas ontem" usaria a forma de primeira pessoa do pretérito de corri, corrí, enquanto "eu corria cinco milhas todas as manhãs" usaria a forma de primeira pessoa do imperfeito, corría. Essa distinção é, na verdade, um aspecto perfectivo vs. imperfectivo.
As grafias especiais para a forma "yo" do pretérito estão listadas abaixo (o acento fica sobre o 'e'); elas são necessárias para manter seus respectivos sons.
- verbos -gar: -gué (jugar>jugué)
- verbos -car: -qué (buscar>busqué)
- verbos -zar: -cé (almorzar>almorcé)
- verbos -guar: -güé (aguar>agüé)

As terminações dos verbos -er e -ir são idênticas.
As formas da terceira pessoa do singular e do plural de todos os verbos terminados em -uir e -oír, bem como de alguns verbos terminados em -aer (excluindo traer), terminam em -yó e -yeron, respectivamente; elas são necessárias para manter seus respectivos sons.
Exemplos de verbos que têm radicais anômalos no pretérito incluem a maioria dos verbos terminados em -ducir, bem como a maioria dos verbos irregulares na forma "yo" do presente (incluindo traer).
Na maior parte do espanhol continental ibérico e, em menor escala, no espanhol mexicano, ainda há uma forte distinção entre o pretérito e o presente perfeito. O pretérito denota uma ação que começou e terminou no passado, enquanto o presente perfeito denota uma ação que começou no passado e já terminou; assim,
- Comí todo el día. (Comi o dia inteiro.)
- He comido todo el día (Tenho comido o dia inteiro.)

Na maioria das outras variantes do espanhol, como nas Américas e nas Ilhas Canárias, essa distinção tende a desaparecer, com o pretérito sendo usado até mesmo para ações no pré-presente imediato com relevância contínua.
Conjugações comuns:
|                  | verbos -ar (hablar)  | verbos -er (comer)  | verbos -ir (vivir)  | maioria dos verbos irregulares | ser/ir   |
| ---------------- | -------------------- | ------------------- | ------------------- | ------------------------------ | -------- |
| yo               | -é (hablé)           | -í (comí)           | -í (viví)           | -e (puse)                      | fui      |
| tú               | -aste (hablaste)     | -iste (comiste)     | -iste (viviste)     | -iste (pusiste)                | fuiste   |
| él/ella usted    | -ó (habló)           | -ió (comió)         | -ió (vivió)         | -o (puso)                      | fue      |
| nosotros         | -amos (hablamos)     | -imos (comimos)     | -imos (vivimos)     | -imos (pusimos)                | fuimos   |
| vosotros         | -asteis (hablasteis) | -isteis (comisteis) | -isteis (vivisteis) | -isteis (pusisteis)            | fuisteis |
| ellos/as ustedes | -aron (hablaron)     | -ieron (comieron)   | -ieron (vivieron)   | -ieron (pusieron)              | fueron   |

## Idiomas germânicos
Nos idiomas germânicos, o termo "pretérito" às vezes é usado para o tempo verbal passado.

### Inglês
A maioria dos pretéritos do inglês (geralmente chamados de simple past ou apenas past tense) é formada pela adição de -ed ou -d à forma simples do verbo (infinitivo simples), às vezes com modificações ortográficas. Esse é o resultado do sistema de conjugação dos verbos fracos, que já eram maioria no inglês antigo, sendo elevado à classificação de paradigma e até mesmo assumindo as conjugações anteriores de alguns verbos fortes antigos. Como resultado, todos os verbos recém-introduzidos têm a conjugação fraca. Exemplos:
- He planted corn and oats. (Ele plantou milho e aveia)
- They studied grammar. (Eles estudaram gramática)
- She shoved the Viking aside. ("Ela empurrou o viking para o lado". Pretérito original scēaf, de um verbo forte do inglês antigo.)
- I friended him on social media. ("Fiz amizade com ele nas redes sociais".Um verbo com um pretérito fraco.)

Vários verbos em inglês formam seus pretéritos por supletismo, resultado de uma apofonia, um conjunto regular de mudanças de som (para uma vogal interna) na conjugação de um verbo forte, ou porque as conjugações verbais são os restos de um sistema mais complexo de tempos em verbos irregulares:
- She went to the cinema. ("Ela foi ao cinema". Pretérito de "go", usa um verbo completamente diferente - o anglo-saxão wendan, do qual vem to wend.)
- I ate breakfast late this morning. ("Tomei café-da-manhã tarde hoje". Pretérito de "eat.".)
- He ran to the store. ("Ele correu para a loja". Pretérito de "run".)

Com exceção de "to be" e verbos auxiliares e modais, as orações interrogativas e negativas não usam os pretéritos de seus verbos principais. Se sua contraparte declarativa ou positiva não usar nenhum verbo auxiliar ou modal, então o verbo auxiliar did (o pretérito de do) é inserido e o verbo principal aparece em sua forma simples, como um infinitivo:
- Was she busy today? (Ela estava ocupada hoje?)
- He was not there. (Ele não estava lá)
- Could she play the piano when she was ten? (Ela sabia tocar piano quando tinha dez anos?)
- The editor had not read the book yet. (O editor ainda não tinha lido o livro)
- Did he plant corn and oats? (Ele plantou milho e aveia?)
- She did not go to the cinema. (Ela não foi ao cinema)

### Alemão
O alemão tem uma distinção gramatical entre o pretérito (Präteritum) e o perfeito (Perfekt). Os livros de gramática mais antigos às vezes usam Imperfekt em vez de Präteritum, um empréstimo da terminologia latina. Originalmente, a distinção era tão forte quanto em inglês: o Präteritum era a forma padrão e mais neutra para ações passadas e também podia expressar um evento no passado remoto, em contraste com o Perfekt, que expressava um evento com consequências que chegavam até o presente.
- Präteritum: Es regnete. "Choveu"/"Estava chovendo" (um evento no passado)
- Perfekt: Es hat geregnet. "Choveu" (A rua ainda está molhada)

No alemão moderno, entretanto, esses tempos verbais não refletem mais nenhuma distinção de aspecto ("Es hat geregnet" significa choveu/estava chovendo), o que é paralelo a essa falta de distinção no presente, que não tem uma forma verbal separada para o presente progressivo ("Es regnet": chove, está chovendo). O Präteritum agora tem o significado de um tempo narrativo, ou seja, um tempo usado principalmente para descrever ações passadas conectadas (por exemplo, como parte de uma história), e é usado com mais frequência na escrita formal e na literatura.
As conjugações mais comuns com a palavra sein (ser) são:
|           | Ind. Präsens | Ind. Präteritum | Konj. Präsens | Konj. Präteritum |
| --------- | ------------ | --------------- | ------------- | ---------------- |
| ich       | bin          | war             | sei           | wäre             |
| du        | bist         | warst           | seist         | wärest           |
| er/sie/es | ist          | war             | sei           | wäre             |
| wir       | sind         | waren           | seien         | wären            |
| ihr       | seid         | wart            | seiet         | wäret            |
| sie       | sind         | waren           | seien         | wären            |

Por exemplo, no alto-alemão falado (no sul da Alemanha, na Áustria e na Suíça), além dos verbos auxiliares sein (ser), werden (tornar-se), können (poder), wollen (querer), haben (ter), o Präteritum raramente é usado na língua falada e na escrita informal, embora a forma gramatical seja fundamental para produzir as formas subjuntiva e condicional, enquanto as conjugações de verbos compostos são usadas em seu lugar. O iídiche foi ainda mais longe e não tem pretérito algum. Em vez disso, há apenas um pretérito, que é formado usando o que era originalmente perfeito. O dialeto do alemão falado na América do Norte, conhecido como alemão da Pensilvânia, também passou por essa mudança, com exceção do verbo ser, que ainda mantém um passado simples.
O alemão germânico também perdeu em grande parte a forma pretérita. A única exceção foram os falantes do dialeto isolado Saleytitsch do alto alemão, que desapareceu por volta de 1963/64.
As conjugações com a palavra siin (ser) eram:
|            | Ind. Präsens | Ind. Präteritum | Konj. Präsens | Konj. Präteritum |
| ---------- | ------------ | --------------- | ------------- | ---------------- |
| ich        | bìn          | wass            | siigì         | weijì            |
| du         | bìscht       | wasscht         | siigìscht     | weijìscht        |
| är/schi/äs | ìscht        | wass            | siigì         | weijì            |
| wier       | sin          | wassùn/wan      | siigì         | weijì            |
| ier        | siit         | wassùt          | siigìt        | weijìt           |
| schi       | sìn          | wassùn/wan      | siigì         | weijì            |

## Idiomas semíticos
O pretérito era uma forma semítica comum, bem atestada na língua acadiana, onde o pretérito quase sempre se referia ao passado e era frequentemente intercambiável com o perfeito. Com o passar do tempo, o pretérito caiu em desuso em todas as línguas semíticas ocidentais, deixando rastros como o "imperfeito com vau-consecutiva" em hebraico e o "imperfeito com lam" em árabe.